# 阿尔米纳斯·纳尔贝科瓦斯
阿尔米纳斯·纳尔贝科瓦斯（英語：Arminas Andriyovych Narbekovas；1965年1月28日—）是一名立陶宛已退役職業足球員，司職進攻中場。他曾随苏联国奥队参加1988年夏季奥运會，並隨隊奪得金牌。纳尔贝科瓦斯並認為是立陶宛史上最偉大的足球員，他在2004年的欧洲足联五十周年纪念奖被選為立陶宛代表。

## 球會生涯
1983年4月19日，纳尔贝科瓦斯以18歲之齡首次為苏联顶级足球联赛中的唯一一隊立陶宛球隊上陣，對手為魚雷。
纳尔贝科瓦斯在1987賽季以16個入球成為賽事射手榜第二名，並帶領球隊取得聯賽第三名，為隊史最佳成績。1988年，纳尔贝科瓦斯隨隊首次參與歐洲足協盃賽事，但在第一圈以兩回合總比數4–5敗予奧地利維也納。
纳尔贝科瓦斯於1990年首次外流，他的目的地為奧超球會奧地利維也納，但由於當時剛復國的立陶宛還未是歐洲足協的成員國，球員不能轉會到國外球隊，因此纳尔贝科瓦斯需要先轉投蘇聯球隊莫斯科火車頭，再於1990年秋天正式加盟奧地利維也納。他在奧地利維也納共贏得三次聯賽冠軍以及兩次國家盃賽冠軍。他在1995年離隊他投，轉會到維也納球會。

## 國家隊生涯
纳尔贝科瓦斯從未為蘇聯於國際A級賽事中上陣，但曾在1988年夏季奥林匹克运动会代表蘇聯奧運代表隊，並兩次入球，包括在對陣義大利的準決賽加時階段射入致勝一球。蘇聯最終在決賽擊敗巴西奪得金牌。
1987年夏季世界大學運動會，蘇聯派出的足球代表隊成員全是的立陶宛球員，纳尔贝科瓦斯在當屆賽事以六個入球成為賽事神射手，帶領球隊奪得金牌。
1990年5月27日，纳尔贝科瓦斯在立陶宛復國後的首場國家隊比賽中上演國家隊地標戰，並射入一球十二碼為球隊打開紀錄，立陶宛最終以2–2賽和格魯吉亞。

## 個人生活
纳尔贝科瓦斯的父親是伏尔加鞑靼人，母親是立陶宛人。

## 榮譽

### 球會
奧地利維也納
- 奥地利足球超级联赛：1990–91（英语：1990–91_Austrian_Football_Bundesliga）、1991–92（英语：1991–92_Austrian_Football_Bundesliga）、1992–93（英语：1992–93_Austrian_Football_Bundesliga）
- 奧地利盃：1991–92（英语：1991–92_Austrian_Cup）、1993–94（英语：1993–94_Austrian_Cup）

### 國家隊
蘇聯
- 夏季世界大學運動會金牌：1987[14]
- 夏季奥林匹克运动会金牌：1988[9]

### 個人
- 立陶宛足球先生（英语：Lithuanian_Footballer_of_the_Year）：1985、1986、1987、1988[15]
- 欧洲足联五十周年纪念奖立陶宛代表[2]
- 夏季世界大學運動會神射手：1987[12]

## 國家隊入球

### 蘇聯奧運足球隊
| # | 日期          | 地點                     | 對手   | 入球比數 | 最終比數 | 賽事                     | 參考   |
| - | ------------- | ------------------------ | ------ | -------- | -------- | ------------------------ | ------ |
| 1 | 1988年9月22日 | 南韓大邱市大邱市民運動場 | 美国   | 2–0      | 4–2      | 1988年夏季奥林匹克运动会 | [ 16 ] |
| 2 | 1988年9月27日 | 南韓釜山市釜山九德运动场 | 義大利 | 2–1      | 3–2      | 1988年夏季奥林匹克运动会 | [ 10 ] |

### 立陶宛
最後更新：2014年12月1日
| # | 日期          | 地點                         | 對手       | 入球比數 | 最終比數 | 賽事                       | 參考   |
| - | ------------- | ---------------------------- | ---------- | -------- | -------- | -------------------------- | ------ |
| 1 | 1990年5月27日 | 格魯吉亞第比利斯迪纳摩体育场 | 格魯吉亞   | 1–0      | 2–2      | 熱身賽                     | [ 13 ] |
| 2 | 1992年4月28日 | 北爱尔兰贝尔法斯特温莎公园   | 北爱尔兰   | 2–1      | 2–2      | 1994年國際足協世界盃外圍賽 | [ 18 ] |
| 3 | 1994年5月25日 | 捷克俄斯特拉发巴扎利球場     | 捷克       | 1–4      | 3–5      | 熱身賽                     | [ 19 ] |
| 4 | 1996年10月9日 | 立陶宛维尔纽斯加基里斯體育場 | 列支敦斯登 | 2–1      | 2–1      | 1998年國際足協世界盃外圍賽 | [ 20 ] |

## 外部連結
- 阿尔米纳斯·纳尔贝科瓦斯在 National-Football-Teams.com 上的出场纪录